# Gaëlle Josse
Gaëlle Josse (1960. szeptember 22.) francia költő, író.

## Életpályája
Jogi, újságírói, pszichológiai tanulmányokat folytatott. Éveket töltött Új-Kaledóniában, jelenleg Párizs környékén él. Zenehallgatási klubot és kreatív-írás műhelyt vezet.
Az irodalomban költőként indult. Első regényével rögtön több francia regionális díjat is elnyert. Második regénye megkapta a rangos Alain-Fournier díjat. Leghangosabb sikerét Le dernier gardien d’Ellis Island (2014) című regényével aratta.

## Regényei
- Les heures silencieuses (2011)
- Nos vies désaccordées (2012) – Alain-Fournier díj (2013)[4]
- Noces de neige (2013)
- Le dernier gardien d’Ellis Island (Noir sur Blanc, 2014) – Az Európai Unió Irodalmi Díja (2015)
- L'Ombre de nos nuits (2016)
- Un été à quatre mains (2017)
- Une longue impatience (2018)
- Une femme en contre-jour (2019), (Vivian Maier amerikai amatőr fotós életéről)
- Ce matin-là (2021)

### Magyarul megjelent
Az Európai Unió díját 2015-ben elnyert regénye magyarul a 92. ünnepi könyvhétre jelent meg:
- Ellis Island utolsó őre. Regény (Le dernier gardien d’Ellis Island), ford. N. Kiss Zsuzsa. Vince Kiadó, Bp., 2021. augusztus 25.)[5]
- Egy asszony ellenfényben. Vivian Maier élete; ford. Natalia Zaremba-Huzsvai; Corvina, Bp., 2022